# Fenimore Fillmore's Revenge
Fenimore Fillmore's Revenge est un jeu vidéo d'aventure en pointer-et-cliquer développé par Revistronic et édité par Nobilis, sorti en 2009 sur Windows.

## Accueil
- Adventure Gamers : 1,5/5[1]
- Jeuxvideo.com : 8/20[2]